# Lizaki
Lizaki (dodatkowa nazwa w j. kaszub. Lizôczi; niem. Lissaken) – wieś kaszubska w Polsce położona w województwie pomorskim, w powiecie kościerskim, w gminie Kościerzyna. Wieś jest częścią składową sołectwa Sycowa Huta.
W latach 1975–1998 miejscowość administracyjnie należała do województwa gdańskiego.

## Kościół

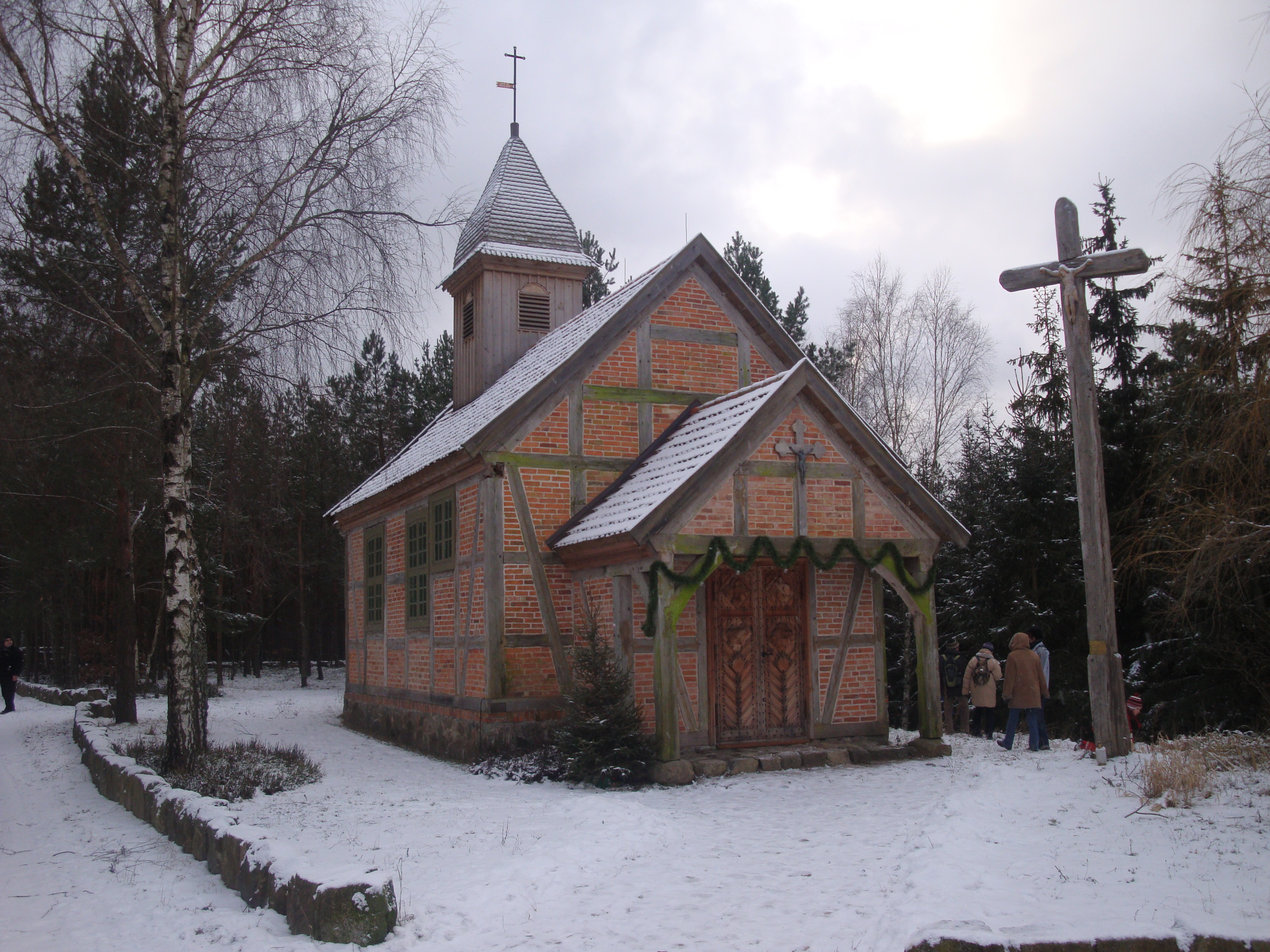
Kościół pw. św. Judy Tadeusza

W Lizakach znajduje się kościół pw. św. Judy Tadeusza. Pierwotnie został zbudowany w Tyłowie w 1755 roku z fundacji generała Józefa Przebendowskiego. Bardzo zrujnowany, został rozebrany, w 1994 r. przeniesiony do Lizaków i tu zrekonstruowany.